# Paerata
Paerata est une petite localité de l’île du Nord de la Nouvelle-Zélande.

## Situation
C’est une petite ville localisée immédiatement au nord de la ville de Pukekohe. 
Elle est située sur le trajet de la route State Highway 22 (en) à quelque 10 km au sud du mouillage de Manukau Harbour. 
Le Wesley College est localisé tout près de l’angle nord de la localité de Paerata.
La ville de Paerata fut desservie par la gare de Paerata (en) pendant plus d’un siècle, jusqu’à ce que la station soit fermée.

## Toponymie
Le nom de Paerata est un terme en langue Māori signifiant une crête de colline (pae) couverte d’arbres de type Metrosideros rata .

## Prévisions
La structure nommée :infrastructure en Nouvelle-Zélande (en) a suggéré en octobre 2017 que les terres autour de la ville de Paerata pourraient être utilisées pour construire une nouvelle cité avec 30.000 maisons et la population, pourrait ainsi atteindre les 500.000 personnes vers l’an 2050.

## Éducation

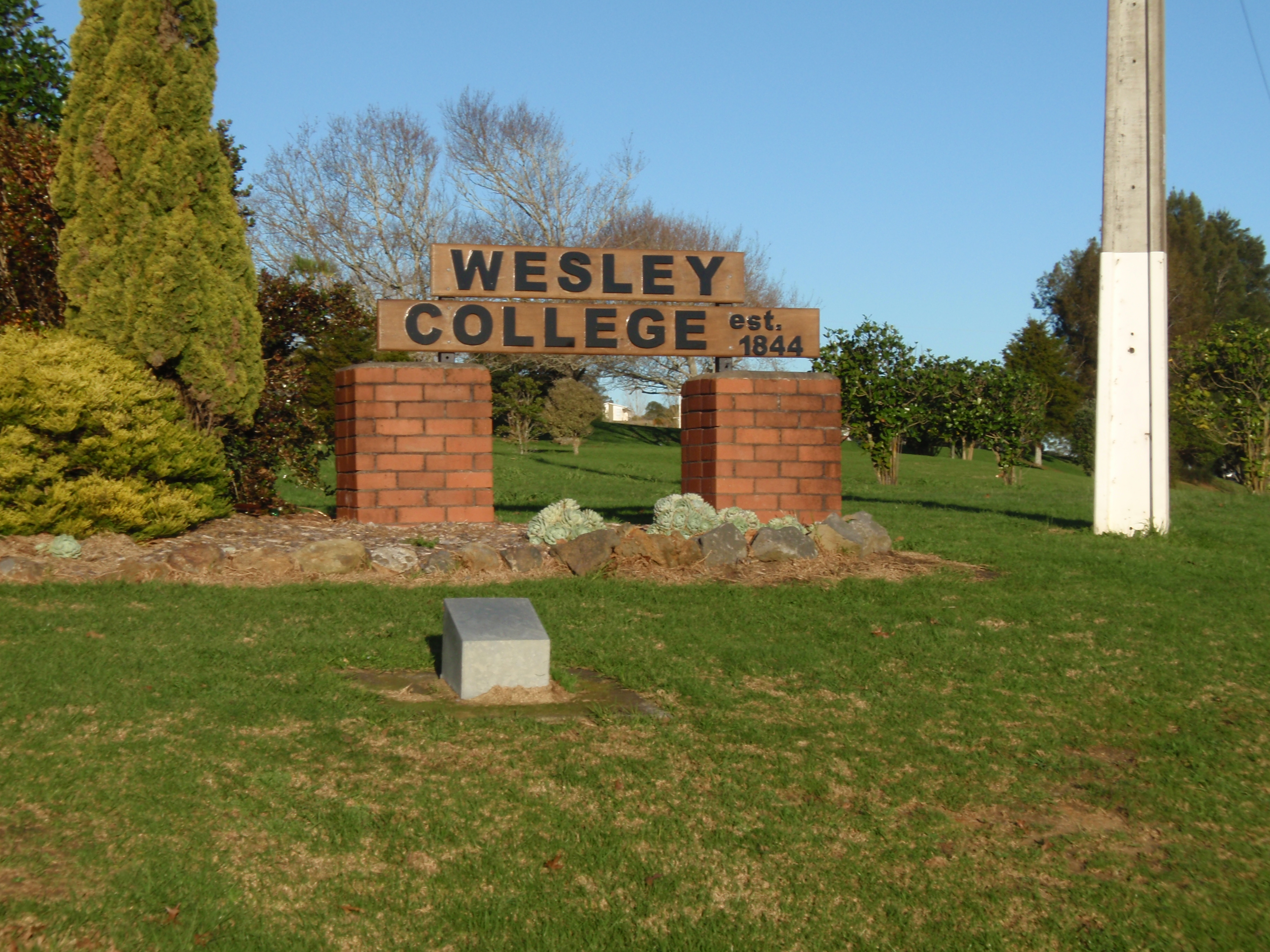
Entrée du collège Wesley en juillet 2014

- Le Wesley College est une école secondaire intégrée au public, accueillant les années 9 à 13 avec un effectif de 372 élèves[3]. Le collège fut fondé en 1844, ce qui en fait l’école secondaire la plus ancienne enregistrée en Nouvelle-Zélande, et il s’est déplacé sur son site actuel en 1924[4]. Il est associé avec l’Église méthodiste de Nouvelle-Zélande[5] .

Les classes juniors (allant de l’année 9 à 10) sont pour garçons seulement alors que les classes seniors sont mixtes.
- L’école  Paerata School  est une école mixte assurant le primaire, allant des années 1 à 8 , avec un effectif de 114 élèves[7]. L’école fut ouverte en 1921[8]. En 2021, l’école doit se déplacer vers un nouveau site, qui lui permettra d’accueillir un effectif plus important[9].

Les effectifs sont ceux de mars 2020